# 天野珠路
天野 珠路（あまの たまじ、1958年 - ）は、日本の保育者・保育指導者・保育士。鶴見大学短期大学部保育科教授。専門は幼児発達学、保育学。

## 来歴
京都府京都市生まれ、神奈川県横浜市育ち。
清泉女学院中学高等学校卒業後に秋田県での農場勤務を経て、1981年3月、和光大学人文学部人間関係学科卒業。
その後、玉川大学文学部教育学科卒業。
共同保育所、民間保育園、民間幼稚園、公立保育園にて計19年間保育者（保育士・幼稚園教諭）として勤務。
1998年より横浜市保育運営課にて保育士の研修・保育指導を担当。2004年より國學院大學幼児教育専門学校にて保育者養成にあたる。
2007年4月より2010年3月まで、保育士初の厚生労働省保育指導専門官として、保育所保育指針改定に携わる。
2009年内閣府企画調査官、2010年日本女子体育大学体育学部スポーツ健康学科幼児発達学専攻准教授を経て、2017年より鶴見大学短期大学部保育科教授。
京都市子ども・子育て会議委員。

## 著作

### 単著
- 『写真で紹介 園の避難訓練ガイド』かもがわ出版、2017年5月。ISBN 978-4780309096。
- 『保育が織りなす豊かな世界 -震災を経て生きる・遊ぶ・育ち合う』ひかりのくに、2012年2月。ISBN 978-4564608063。

### 共著
- 『基本保育シリーズ 7 保育者論 第2版』児童育成協会/監修、天野珠路、矢藤誠慈郎/編集、中央法規出版、2017年12月。ISBN 978-4805856048。
- 『基本保育シリーズ 1 保育原理 第2版』児童育成協会/監修、天野珠路、北野幸子/編集、中央法規出版、2017年12月。ISBN 978-4805856017。
- 『保育学講座2 保育を支えるしくみ: 制度と行政』日本保育学会/編集、東京大学出版会、2016年8月。ISBN 978-4130522021。
- 『「保育の質」を高める 園評価の実践ガイド』神長美津子、岩立京子共著、ぎょうせい、2011年7月。ISBN 978-4324092989。
- 『独自性を活かした保育課程に基づく指導計画 -その実践・評価』今井和子、大方美香共編著、ミネルヴァ書房、2010年8月。ISBN 978-4623057863。
- 『新保育所保育指針の展開 -保育の真髄を伝える』網野武博、増田まゆみ共著、明治図書出版、2009年3月。ISBN 978-4188379219。
- 『やさしい乳児保育』伊藤輝子共著、青踏社、2007年。ISBN 978-4902636178。

### 監修
- 『3・4・5歳児の指導計画 保育編 (教育技術新幼児と保育MOOK)』小学館、2013年2月。ISBN 978-4091067388。
- 映画 『3・11その時、保育園は』岩波映像/制作、伊藤義将/取材・構成・演出、2011年[5]。